# Chihuahuanus cazieri
Espèce
Synonymes
- Vaejovis cazieri Williams, 1968
- Kochius cazieri (Williams, 1968)

Chihuahuanus cazieri est une espèce de scorpions de la famille des Vaejovidae.

## Distribution
Cette espèce est endémique du Mexique. Elle se rencontre au Coahuila et au Nuevo León.

## Description
Le mâle holotype mesure 45,8 mm et la femelle paratype 56,1 mm.

## Systématique et taxinomie
Cette espèce a été décrite sous le protonyme Vaejovis cazieri par Williams en 1968. Elle est placée dans le genre Kochius par Soleglad et Fet en 2008 puis dans le genre Chihuahuanus par González Santillán et Prendini en 2013.

## Étymologie
Cette espèce est nommée en l'honneur de Mont A. Cazier.

## Publication originale
- Williams, 1968 : « Scorpions from northern Mexico; five new species of Vejovis from Coahuila, Mexico. » Occasional Papers California Academy of Sciences, vol. 68, p. 1-24 (texte intégral).